# Fazan
 Obični fazan (lat. Phasianus colchicus) ptica je koja pripada porodici fazanki i redu kokoški. Njegova domovina je Azija, između ekvatora i do 50° sjeverne zemljopisne širine u sibirskim stepama. Prema povijesnim podacima fazani su došli iz Azije u Europu posredstvom starih Grka, a u naše krajeve preko Rimljana.
Kod fazana naglašen je spolni dimorfizam. Mužjaci se razlikuju od ženki po boji perja, dužini repa, ostrugama, veličini i težini. Ženke su manje i ravnomjerno obojene. Perje je uglavnom smeđe boje, a glava je zelena i plava. Oko očiju je crveno. Rep se sastoji od 18 pera, od kojih su dva središnja pera mnogo dulji od drugih. Noge su jake, oko 12 cm duge, sive boje. Tri prednja prsta povezana su kratkim prepucijima. Pandže na nogama su jake i blago zakrivljene. Kljun je jak, svijetlo siv i blago zakrivljen. Odrasli fazani - mužjaci dosežu prosjek od 80 do 90 cm u dužini, a na rep od toga otpada 45-50 cm. Raširenih krila širina je 70 do 80 cm. Ženke doseže do dvije trećine veličine mužjaka. Mužjaci teže 1,25 do 2 kg, ženke od 0,80 do 1,20 kg. Imaju jako dobar i oštar vid. Njihove oči su velike, crvene, u obliku okruglih prstenova. Također ima oštar sluh, čuje na velike udaljenosti. Mužjaci se glasaju različito od ženki. Odrasli fazan perje mijenja jednom godišnje, krajem godine ili početkom jeseni. Promjena perja je postupna. 
Fazan je poligamna životinja, imaju više spolnih partnera. Parenje obično počinje krajem ožujka. Gnijezdo savija se na polju, rubu šume, na mjestima koja su dovoljna zaštićena i pružaju dovoljno hrane. Gnijezdo je široko oko 22 cm i duboko oko 6 cm. 
Dnevna je životinja, hrani se ujutro i predvečer. Svejed je, prehranjuje se sjemenjem, travom, plodovima, kukcima i njihovim ličinkama i dr. Na dan pojede oko 40-60 grama hrane. Prenoći na granama grmlja ili drveća, dok je po danu uglavnom na tlu.
Njegova pradomovina je stepa. U Europi se prilagodio na novu okolinu. Voli područja, gdje se isprepliću polja, livade, šikare, šumarci, potoci. Ne zalazi duboko u šumu. Voli umjereno topla područja i živi na područjima do 400 m nadmorske visine.